# Bellavista (Concepción)
Bellavista es un barrio de la ciudad chilena de Tomé, perteneciente a la Región del Biobío, ubicado a tres kilómetros de su plaza de armas. Allí se encuentra la fábrica de paños Bellavista Oveja Tomé, a orillas del río y la playa homónimas.
Se caracteriza por sus poblaciones obreras construidas en el valle. La Iglesia Cristo Rey de estilo neorrománico constituye uno de sus atractivos más interesantes. Fue mandada a construir por Carlos Werner en la década de 1920 tras las muerte de su hija.

## Nacimiento del barrio
Antes del establecimiento de la comunidad de Bellavista propiamente tal, inicialmente solo existía el molino Caracol y luego la fábrica textil Bellavista, que en las posteriores décadas, se convertiría en la mayor fuente de ingresos de la comuna y la más importante en su rubro en el país. El área estaba destinada a la producción fabril, sin pobladores, a excepción de algunas casas dispersas en la zona, pertenecientes a campesinos o cuidadores. De hecho, existen fuentes históricas que afirman que tanto el sector de Cocholgüe como Bellavista, correspondían a sitios destinados al aislamiento de enfermos, lo que se conoce como lazaretos (Gallardo, 2009). Sin embargo, producto de la posición estratégica en la cual se ubica la industria, era un paso obligado para los viajeros que transitaban a la ciudad de Concepción. Por esta razón, una de las primeras concentraciones de habitantes registradas en el área que hoy corresponde a Bellavista, es la población Almirante Latorre, bordeando el camino que une Tomé con la comuna vecina de Penco. En esta época las personas que trabajaban en la fábrica de Bellavista, vivían en el plano urbano de Tomé. En su mayoría eran personas provenientes del campo y de zonas adyacentes a la comuna; incluyendo hombres, niños y en su mayoría mujeres. Así entonces, es probable que se trasladaran a diario caminando desde el centro de la ciudad hacia la incipiente industria de paños para cumplir su jornada laboral. Según el profesor Rolando Saavedra: 

El constante crecimiento de la población tomecina (…), fue agudizando el problema habitacional. Los conventillos ya no eran suficientes
Saavedra, 2006

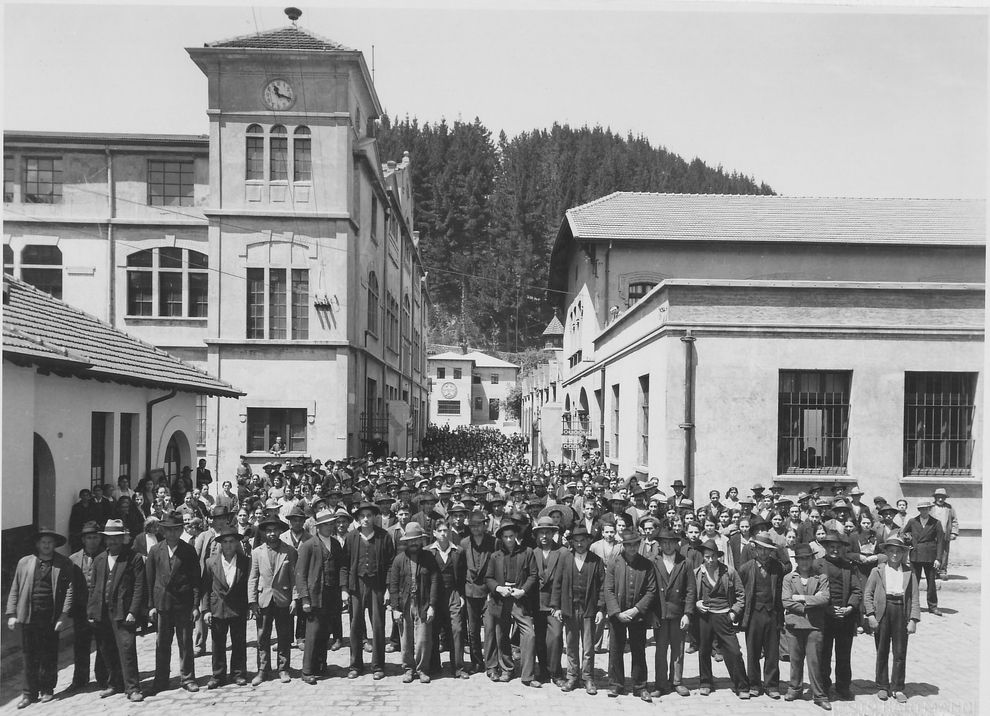
Antigua fábrica textil Bellavista y sus trabajadores, alrededor de 1930.

Cuando Carlos Werner adquiere la totalidad de la empresa, producto de la venta de los derechos cedidos por su cuñado, Federico Wolf, le da un giro radical a la industria, ya que intenta instaurar un sistema de producción asociado al pueblo industrial, al igual que las salitreras del norte de Chile, las carboníferas de Lota y la cuprífera Sewell.
A diferencia de lo ocurrido en las salitreras o en Lota, la administración de los alemanes durante el siglo XX actuó con mayor responsabilidad social, poniendo énfasis en las condiciones laborales y de habitabilidad, superiores en comparación a los estándares existentes en la misma época a nivel nacional. Sin duda, la experiencia adquirida por Werner en su paso laboral por las salitreras, influyó de gran manera en el proceso que llevó a cabo en Bellavista. Este mismo carácter social, se habría visto reflejado en su desempeño como Senador de la República, pues propició políticas sociales en pos de mejoras laborales. Bajo la administración de Carlos Werner se construyó la primera población destinada a los trabajadores textiles, “La Rana”, la cual presenta una arquitectura de notable influencia germana. Más adelante, se edifica la población “Florentina”, bajo el modelo de pabellón obrero, sumando un total de 125 casas/habitaciones. Estas poblaciones no dieron abasto para la creciente comunidad. “Por lo que tuvieron que construir pabellones con un total de 200 casas en el barrio llamado Caracol, las que fueron habitadas a contar desde 1936” (Saavedra, 2006). También se construyó un barrio exclusivo para los empleados con jefaturas los cuales eran mayoritariamente de origen alemán, éste barrio fue llamado Los Cerezos; además de las ya nombradas se construyó la población Las Juntas destinada a obreros. Un sector más alejado, denominado Aguas Buenas, fue en un principio poblado con habitantes de Bellavista que carecían de viviendas, ellos fueron parcelando las faldas de uno de los cerros, perteneciente a una propietaria del sector, Ana Martínez. Estas casas no tenían servicio de alcantarillado ni electricidad en sus inicios. Otra población existente fue “La Cantera”, la cual se encontraba junto a las faenas de explotación de piedra y fabricación de adoquines. Los trabajadores en esta época llegaron a Bellavista principalmente desde Tomé, aunque también de comunas aledañas como Penco, e incluso de otras provincias del país.

## La Parroquia Cristo Rey y Edith Werner
En Bellavista se construyó una capilla, de propiedad de la fábrica, en la intersección de la avenida Almirante Latorre con la calle Caracol. Existen dos motivos posibles por la cual la iglesia fue construida: La primera corresponde a las necesidades religiosas de los feligreses, ya que los habitantes de Bellavista debían trasladarse obligadamente a Tomé para tener oficios religiosos, por lo tanto la construcción coincidiría con la muerte de la primogénita de Carlos Werner. La segunda plantea que las obras se habrían iniciado exclusivamente en memoria de la hija del propietario de la industria textil.
Edith. Lo cierto es que su inauguración se presentó como un recuerdo destinado a preservar la memoria de Edith. Esto de acuerdo a la placa recordatoria ubicada en la entrada de la edificación:
“El Ilustrísimo obispo Dr. Gilberto Fuenzalida Guzmán siendo cura párroco y vicario foráneo de la parroquia de Tomé, el presbítero José Modesto Letelier, bendijo e inauguró éste templo mandado a construir por Carlos Werner y señora, como muestra de cariño inmenso a su inolvidable hija Edith, fallecida a la edad de 20 años, el 12 de septiembre de 1921, destinado a hacer eterna su memoria venerada”.
Existen muchas versiones acerca de la muerte de Edith Werner dentro de la comunidad, lo concreto es que este acontecimiento se ha convertido con el tiempo en el mito más importante de Bellavista y sin duda, las historias que rodean el deceso de la hija del dueño de la industria y la casona ubicada en el sector Los Cerezos, son de conocimiento popular en todas las generaciones. La mayoría de las versiones señalan que Edith se habría suicidado por amor, habría mantenido una relación sentimental con un obrero o con un jardinero, situación prohibida por su condición o estatus social. Edith Frida Dorotea Werner Schönberg nació el 11 de abril de 1901, contrajo matrimonio el 15 de febrero de 1919, meses antes de cumplir los 18 años, con Oskar Rudolf Isensee Schulz, quien fuera Director de la “Sociedad Balneario de Tomé”, con el cual tuvo dos hijos. Ella residió un tiempo en Tomé para luego trasladarse a una casona ubicada en la ciudad de Viña del Mar, en la céntrica calle Viana. El 12 de septiembre de 1921 se quitó la vida con un revolver en dicho inmueble. El cuerpo de Edith Werner fue embalsamado y posteriormente trasladado al cementerio de Tomé, donde su padre Carlos Werner ordenó adoquinar el camino que une el camposanto con el centro de la ciudad. Con el transcurso de los años la estructura de la Capilla, que posteriormente pasó a convertirse en Parroquia, ha sufrido una serie de cambios, fundamentalmente a consecuencia de los movimientos sísmicos, es el caso del terremoto de 1939, cuando la iglesia sufrió daños de consideración, destruyéndose una de las cúpulas y agrietándose la otra. Ambas cúpulas fueron restablecidas posteriormente, pero alterando su diseño original.

## "Bellavista, República Independiente"
Terminada la administración de “Los alemanes”, en el año 1962 sigue la administración de Teófilo Yarur. La familia Yarur controlaba casi la totalidad de la industria textil de baja y mediana calidad con: Caupolicán Chiguayante, Caupolicán Renca, Textil Progreso, La FIAP, entre otras; por lo que quisieron controlar aún más el mercado con la Fábrica Bellavista, ya que ésta era la de mejor calidad a nivel nacional. Así, la influencia sobre la industria textil nacional aumentó, algo que esta familia venía buscando desde que fundaron la Fábrica Yarur de Santiago en 1937.
El hito más importante que recuerdan los habitantes de Bellavista en la administración de Yarur es el día en que se conmemoraron los 100 años de la fundación de la industria, evento que se realizó en el Gimnasio Carlos Werner. Allí, el empresario haciendo alusión a la industria y a la comunidad, acuñó la frase: "Bellavista, República Independiente", por la diferenciación social que siempre han sentido los habitantes del sector, con respecto al resto de Tomé.
En esta nueva administración hubo muchas cosas que cambiaron con respecto a la administración alemana, uno de esas cosas era el trato que tenía Yarur con los trabajadores, La relación que estableció Yarur con los trabajadores, era distante, no era un trato familiar y existía el peligro de terminar con el contrato de los trabajadores/as.
Las condiciones laborales no eran las que los trabajadores estaban acostumbrados a tener, se formaron varias huelgas al interior de la fábrica, organizadas por los sindicatos, donde evidenciaban la situación laboral en la que estaban viviendo. La forma de administrar la fábrica de Teófilo Yarur era desde Santiago, desde donde manejaba todos sus negocios económicos, la mayoría textil.

## Actualidad
Tras la quiebra de la fábrica Bellavista Oveja Tomé (nombre que adquirió una vez que se fusionó con la fábrica Textil Oveja desde la década de 1980) a fines de 2007 y comienzos de 2008, la comuna de Tomé se convirtió en la con mayor cesantía en el país, por sobre ciudades con récord histórico, como es el caso de Coronel y Lota, ambas de la Región del Biobío. La Municipalidad de Tomé, para paliar esta situación, creó empleos de emergencias los cuales han mitigado temporalmente las tasas de desocupación y con la ayuda del Gobierno, han reinsertado a muchos de los trabajadores, capacitándolos en otras fuentes laborales para su posterior desempeño en el mercado.
El terremoto del 27 de febrero de 2010, si bien, anegó algunas casas de la ribera del estero Bellavista, no produjo mayores daños en la comunidad en general, a diferencia de otros sectores costeros de la comuna de Tomé como Dichato, lamentándose solo una víctima fatal. La Escuela Bellavista y La Parroquia Cristo Rey fueron los principales edificios que sufrieron serios daños en sus estructuras, siendo esta última la más afectada. Sin embargo, desde el 14 de noviembre de 2010, la Parroquia fue nuevamente habilitada, reparándose su fachada interna y su cúpula principal, la cual fue reconstruida por cuarta vez en su historia.
Durante el segundo semestre de 2010, tras intensas negociaciones, el empresario Juan Carlos Sabat adquirió la empresa Bellavista, iniciando sus actividades de forma oficial en la primera semana de 2011 con alrededor de 60 trabajadores, con la esperanza de aumentar su contingente una vez que se retome el ritmo de productividad histórica que tenía la empresa.

## Vecinos ilustres
- Cecilia Pantoja Levi, cantante.
- José Vicente Gajardo Mardones, escultor.
- Erto Pantoja, actor de cine, teatro y televisión.

- Carlos Werner, empresario del siglo XX.